# Lopidana
Lopidana (en euskera Lopida) es un concejo del municipio de Vitoria, en la provincia de Álava, País Vasco (España).

## Localización
Se encuentra en la orilla derecha del río Zadorra, entre los pueblos de Yurre y Gobeo, 6,5 km al noroeste del centro de la ciudad de Vitoria, formando parte de la Zona Rural Noroeste de Vitoria. A pesar de esto, actualmente, la cercanía al nuevo barrio de Ibaiondo y a la zona industrial de Ali-Gobeo lo han ubicado muy cerca de la zona urbana de la ciudad.

## Etimología
La primera referencia documentada de la localidad data del año 1025, cuando aparece en el Cartulario de San Millán de la Cogolla como Lopeggana. Posteriormente en otros documentos medievales aparece citado indistintamente como Lopidana o Lupidana.

## Historia
En la Edad Media fue lugar de señorío de la Hermandad de Badaya, habiendo pertenecido, hasta 1975, al municipio de Foronda, integrándose en dicha fecha en el de Vitoria.

## Demografía
| Gráfica de evolución demográfica de Lopidana entre 2000 y 2017 |
|                                                                |
| Población de derecho según los censos de población del INE.    |

## Cultura

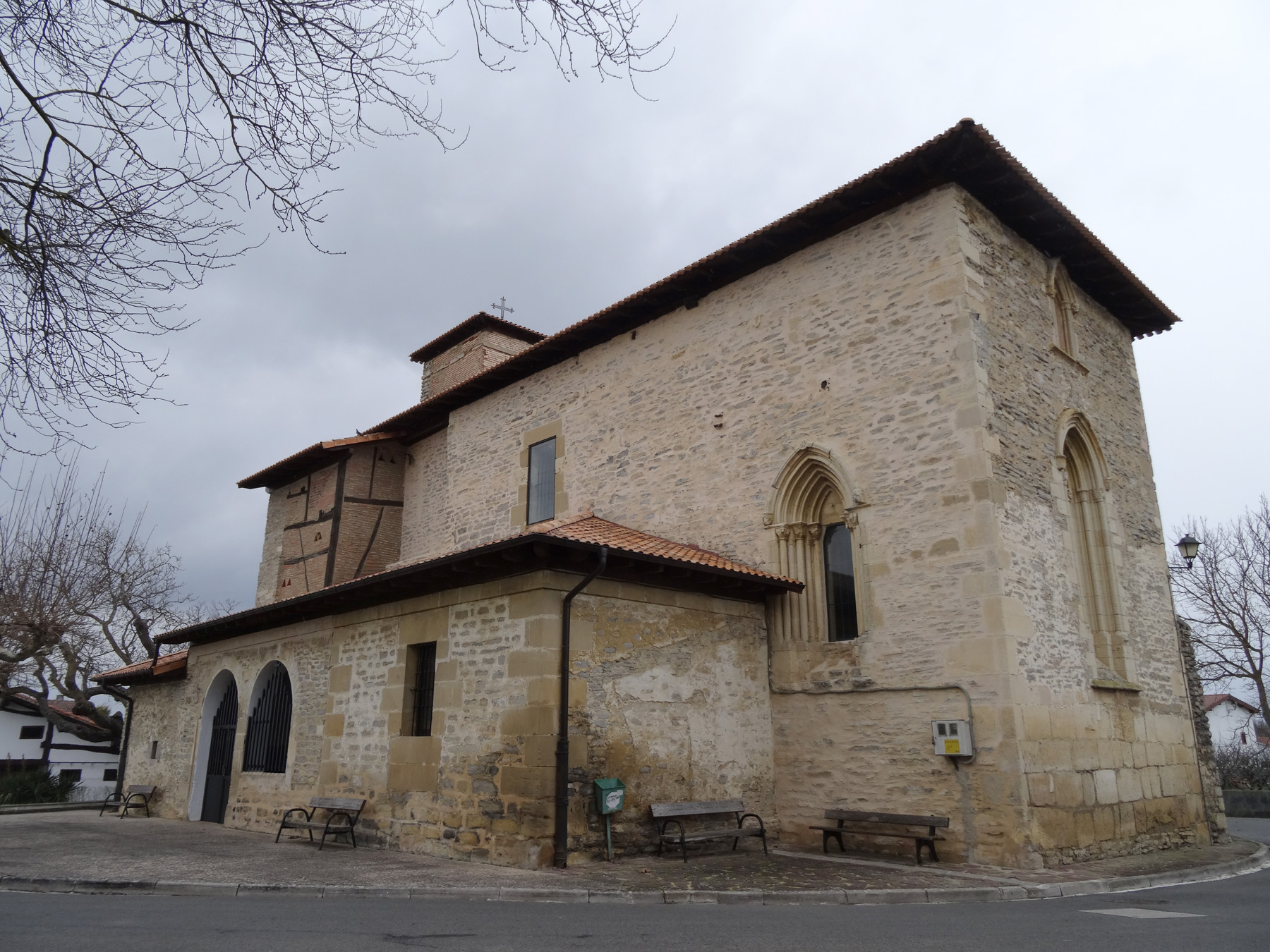
Iglesia de Nuestra Señora de la Purificación de Lopidana

### Patrimonio material
- Parroquia de Nuestra Señora de la Purificación. Es un templo románico del siglo XIII. Exteriormente es una construcción sobria con una rústica torre cuadrada. Lo más interesante de la arquitectura son sus ventanales y una portada románica.[4]

- Ermita de San Antonio de Padua (desaparecida). Estaba adosada a la iglesia como capilla y una herrería.

También ha desaparecido en gran medida un robledal del que los habitantes recogían madera que se utilizaba para la fabricación de barcos. Con el dinero que se recaudó con la venta del bosque se pagó una parte de la escuela de Gobeo.
El concejo gestiona junto a otras entidades dos cotos de caza y acoge la escuela Herri Kirolak más importante de Álava.

### Patrimonio inmaterial
- Los vecinos de la localidad se conocen con el apodo de "Adoberos" y sus fiestas patronales son el 2 de febrero (Purificación de Nuestra Señora).[6]